# Heaven Knows
Heaven Knows is een nummer van de Britse band Squeeze uit 1996. Het is de derde single van hun elfde studioalbum Ridiculous.
"Heaven Knows" is een ballad die gaat over onvoorwaardelijke liefde. Het nummer werd enkel een hitje in het Verenigd Koninkrijk, waar het een bescheiden 27e positie pakte.